# Gynandrae
Gynandrae is een botanische naam, voor een orde van bloeiende planten: het is een beschrijvende plantennaam. Het Wettstein-systeem gebruikte deze naam voor een orde met de volgende samenstelling:
- orde Gynandrae
  - familie Orchidaceae

Het Cronquist-systeem (1981) kende deze zelfde orde onder de naam Orchidales.
Het APG II-systeem (2003) erkent niet een orde onder deze naam; deze familie wordt ingedeeld in de orde Asparagales.